# Hai-Kal
Hai-Kal ist die ältere sumerische Bezeichnung für Große Halle/Großer Raum. Im Laufe der Zeit entwickelte sich daraus die sumerische Namensform E-gal, was Großes Haus bedeutet.
Der älteste Fund mit der Bezeichnung Hai-Kal lässt sich in die frühdynastische Zeit II/III in Eridu und Kiš datieren. Die Grundrisse zeigen Ähnlichkeit mit einfachen, größeren Hallen. Im Verlauf änderten sich die Großen Hallen zu kompakteren und unterteilten Gebäuden. Dieser Umstand wird als Grund für die Änderung der Namensform auf E-gal vermutet.
Das Hai-Kal/E-gal repräsentierte den königlichen Hauptsitz, in welchem alle wichtigen Entscheidungen verkündet wurden. Der sumerische Titel Ensi für Könige beziehungsweise Herrscher wurde zugleich für die Oberpriester verwendet, die religiöse Rituale in diesen Gebäuden vollzogen.
Sitz des Ensi/En war in Uruk ein Teil dieses Hai-Kals, das Gi-par. Es handelte sich dabei um eine Wohneinheit für kultische Handlungen. Im Epos En-Mer-Kar von Uruk und der En von Aratta empfängt der König von Uruk seinen Boten in einem Hai-Kal/E-gal.
Der akkadische Ausdruck E-kal-lum leitet sich vom sumerischen E-gal als Lehnwort ab, das um die Wende vom 3. Jahrtausend v. Chr. zum 2. Jahrtausend v. Chr. in die semitische Sprache übernommen wurde.